# 法言
『法言』（ほうげん）は、前漢の学者揚雄が『論語』の体裁を模して作った思想書である。作者の名を冠して『揚子法言』とも呼ぶ。

## 概要
『論語』を模していることからも容易に想像がつくが、儒家の思想をその根本としている。『老子』に触れ、その内容を評価することもあるが、儒家を否定する文脈には従わないと明言している（「問道巻」）。

## 成立
『法言』の成立は、司馬光によれば平帝の時代であるが、汪栄宝はその説に反対して、揚雄の最晩年の作であり、新の天鳳改元（14年）以降の作であるとした。田中麻紗巳もその説に賛成し、『法言』の末尾の言葉は王莽の礼制改革や王田制を賛美したものとする。

## 構成
全13巻である。
- 学行
- 吾子
- 修身
- 問道
- 問神
- 問明
- 寡見
- 五百
- 先知
- 重黎
- 淵騫
- 君子
- 孝至